# Талакан (аеропорт)
 «Талакан» (рос. Талакан (IATA: TLK, ICAO: UECT)) — аеропорт на Талаканському нафтогазоконденсатному родовищі, побудовано компанією «Сургутнафтогаз» за 105 км на північний захід від селища Вітім у Якутії, Росія.
23 листопада 2012 в аеропорту був прийнятий технічний рейс, виконаний авіакомпанією «ЮТейр» на літаку Ту-154М.

## Приймаємі типи повітряних суден
Ан-12, Ан-24, Ан-26, Ан-28, Ан-30, Ан-32, Ан-72, Ан-74, Ан-148, Ил-76, Л-410, Ту-134, Ту-154, Як-40, Як-42, ATR 42, ATR 72, Boeing 737-300(-400,-500,-700,-800), Bombardier CRJ 100/200 і більш легкі, гелікоптери всіх типів.

## Авіалінії та напрямки, лютий 2021
| Авіакомпанія       | Пункт призначення                                                                |
| ------------------ | -------------------------------------------------------------------------------- |
| Angara Airlines    | Братськ, Іркутськ, Красноярськ-Ємельяново, Ленськ, Нижньовартовськ, Новосибірськ |
| Gazpromavia        | Москва-Внуково, Новий Уренгой, Ноябрськ, Уфа                                     |
| KrasAvia           | Братськ, Тюмень, Уфа                                                             |
| NordStar           | Красноярськ-Ємельяново                                                           |
| Polar Airlines     | Краснодар, Красноярськ-Ємельяново, Новосибірськ                                  |
| Red Wings Airlines | Новосибірськ, Омськ, Уфа                                                         |
| S7 Airlines        | Іркутськ, Новосибірськ                                                           |
| Utair              | Сургут, Уфа                                                                      |
| Yamal Airlines     | Омськ                                                                            |